# Spilarctia sparsalis
Spilarctia sparsalis là một loài bướm đêm thuộc phân họ Arctiinae, họ Erebidae.